# АЭС Чапелкросс
Атомная электростанция Чапелкросс (англ. Chapelcross nuclear power station) — бывшая атомная электростанция Магнокс, выводимая из эксплуатации. Она расположена в Аннане в Дамфрисе-энд-Галловее на юго-западе Шотландии и работала с 1959 по 2004 год. Это была «родственная» станция атомной электростанции Колдер-Холл в Камбрии, Англия; обе были введены в эксплуатацию и первоначально эксплуатировались Управлением по атомной энергии Соединённого Королевства. Основной целью обоих предприятий было производство плутония оружейного качества для британской программы создания ядерного оружия, но они также производили электроэнергию для Национальной энергосистемы. Позже в жизненном цикле реакторов, когда Великобритания замедлила разработку средств ядерного сдерживания по мере того, как холодная война подошла к концу, производство электроэнергии стало основной целью эксплуатации реактора.
Станция выводится из эксплуатации дочерней компанией Управления по выводу из эксплуатации ядерных объектов Magnox Ltd. Четыре градирни станции были снесены в 2007 году. Реакторы не используют отработавшее топливо, и в настоящее время проводится демонтаж оборудования первого контура, такого как теплообменники и газоходы горячего газа. После завершения реакторы перейдут на этап ухода и обслуживания, чтобы позволить снизить уровень радиации до того, как сами реакторы будут снесены.

## Расположение
Чапелкросс занимает участок площадью 92 гектара (230 акров) на месте бывшего учебного аэродрома времён Второй мировой войны, RAF Annan, расположенного в 3 км (1,9 мили) к северо-востоку от города Аннана в районе Аннандейл и Эскдейл в Дамфрис-энд-Галловей, регионе на юго-западе Шотландии.

## История
Чапелкросс была «родственной» станцией по отношению к атомной электростанции Колдер-Холл в Камбрии, Англия. Строительство велось компанией Mitchell Construction и было завершено в 1959 году. Основная цель заключалась в производстве плутония для программы ядерного оружия Великобритании, включая оружие серии WE.177. Электроэнергия всегда считалась побочным продуктом. И Чапелкросс, и Колдер-холл были единственными атомными электростанциями, построенными как часть парка газовых реакторов Великобритании, которые использовали в качестве поглотителя тепла градирни, а не море.
АЭС Чапелкросс была официально открыта 2 мая 1959 года лордом-лейтенантом Дамфрисшира сэром Джоном Крэббом. Первоначально она принадлежала и управлялась Производственной группой Управления по атомной энергии Соединённого Королевства (UKAEA) до создания в 1971 году British Nuclear Fuels Limited (BNFL) актом парламента. Затем АЭС работала совместно с Колдер-Холл под вывеской BNFL-ской Electricity Generation Business (EGB) до ребрендинга, повторного лицензирования и реструктуризации различных ядерных предприятий, находящихся в ведении правительства Её Величества под зонтичным юридическим лицом BNFL, в апреле 2005 года.
В Чапелкроссе было четыре реактора Магнокс, каждый из которых мог вырабатывать 60 МВт электроэнергии. Реакторы были поставлены UKAEA, а турбины — C. A. Parsons and Company.
Право собственности на все активы и обязательства объекта было передано Управлению по выводу из эксплуатации ядерных объектов (NDA), новому регулирующему органу, созданному Законом об энергетике 2004 года. Затем объект работал в рамках двухуровневой модели «Компания по управлению объектами / Компания по лицензированию объектов» (SMC/SLC), при этом Reactor Sites British Nuclear Group выступала в качестве SMC, а Magnox Electric Ltd — в качестве SLC. В июне 2007 года LLC «EnergySolutions» приобрело компанию Reactor Sites Management Company Ltd (RSML, состоящую из двух операционных подразделений, Magnox North и Magnox South) у British Nuclear Group. Впоследствии RSML стала Magnox Ltd и теперь является дочерней компанией, находящейся в полной собственности NDA.
Несколько важных событий в 2001 году убедили BNFL модернизировать топливные маршруты Колдер-Холла и Чапелкросса до почти современных стандартов за десятки миллионов фунтов стерлингов, чтобы гарантировать, что Инспекция ядерных установок (NII) предоставит лицензионный инструмент для разрешения окончательной выгрузки топлива: инженерные работы были выполнены BNS Nuclear Services (формально Alstec).
Производство электроэнергии прекращено в июне 2004 года.

### Вывод из эксплуатации и градирни

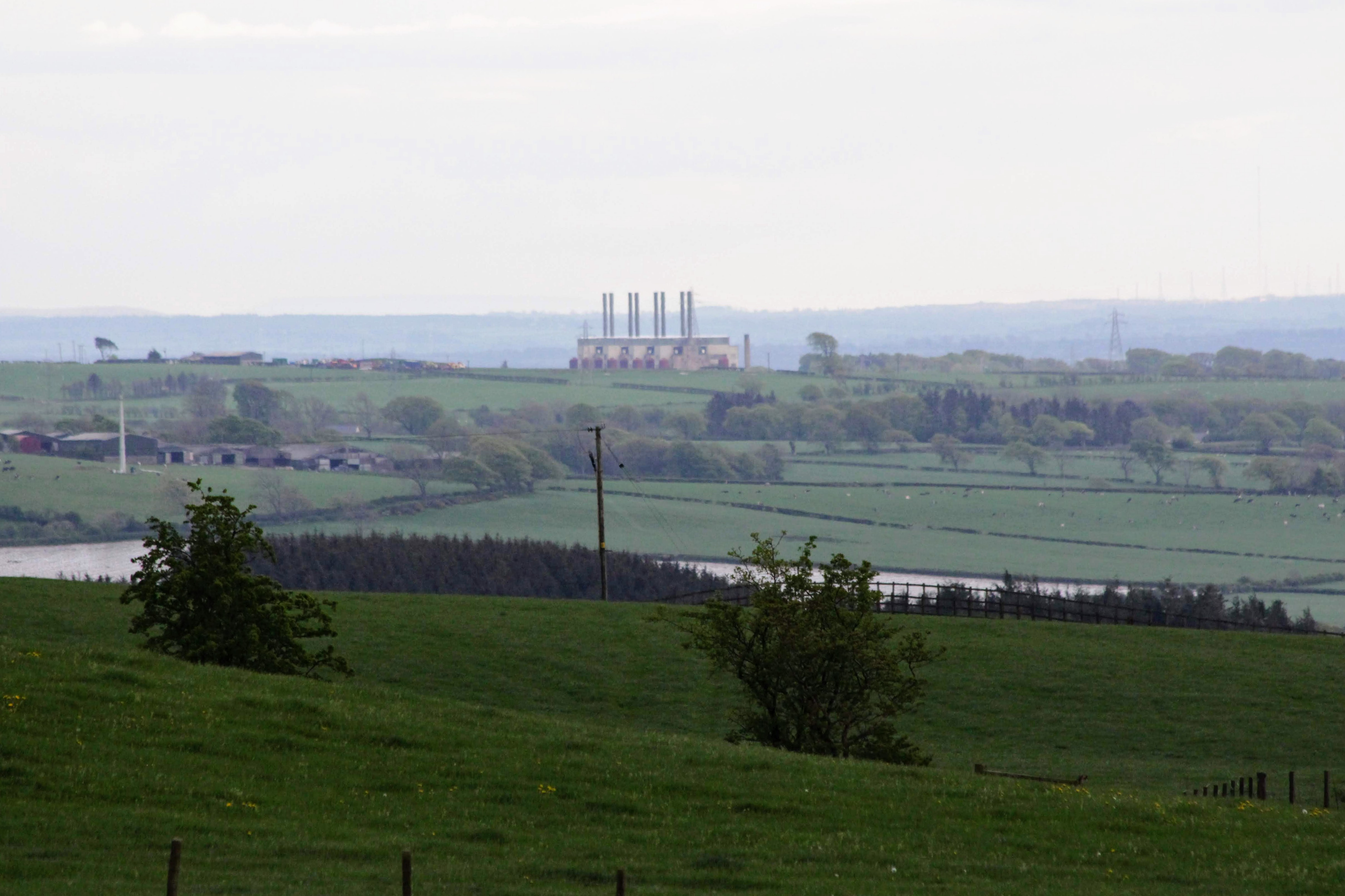
Остатки АЭС Чапелкросс после сноса башен

26 сентября 2005 года Управление по охране труда и технике безопасности (HSE) предоставило компании Magnox Electric Ltd разрешение на реализацию проектов по выводу из эксплуатации Чапелкросса в соответствии с правилами. Первым видимым признаком вывода из эксплуатации был контролируемый снос 20 мая 2007 года в 09:00 по местному времени четырёх бетонных градирен с естественной тягой, которые имели ту же гиперболоидную конструкцию, что и обычные внутренние электростанции, такие как Didcot, Drax, Ferrybridge и Fiddlers Ferry. Взрывы предназначались для удаления части обшивки башен. Приблизительно две трети окружности и две трети ножек корпуса были удалены взрывами, что привело к контролируемому обрушению каждой башни. Заряды были запущены последовательно, в результате чего башни высотой 300 футов (91 м) превратились примерно в 25 000 тонн щебня менее чем за 10 секунд. Те, что в Колдер-холле, были снесены 29 сентября 2007 года.
Некоторые местные жители (в том числе работники площадки) были против уничтожения символа промышленного наследия региона. Башни считались местной достопримечательностью, которую можно было увидеть с расстояния до 50 миль (80 км) в хорошую погоду. Британская ядерная группа и NDA отдали предпочтение обычному сносу, а не демонтажу и послеоперационной очистке ядерных объектов на площадке. Большая часть корпуса башни 1 выдержала взрыв, несмотря на видимую выпуклость, возникшую в результате конструктивной аномалии.
К декабрю 2012 года три из четырёх реакторов были выгружены. Выгрузка топлива завершена в феврале 2013 года.
Ожидается, что снос большинства зданий продлится до 2023–2024 годов, после чего с 2024 по 2089 год последует этап ухода и технического обслуживания. Снос зданий реакторов и окончательная расчистка площадки запланированы на 2089–2095 годы.

## Конструкция станции
Конструкция станции была в основном такой же, как у АЭС Колдер-Холл, и включала четыре ядерных реактора мощностью 180 МВт с графитовым замедлителем и охлаждением диоксидом углерода, работающих на природном уране (0,71% 235U), заключённых в корпуса из магниевого сплава, основное отличие заключалось в компоновке станции. Поскольку Чапелкросс с самого начала была введена в эксплуатацию как четырёхреакторная площадка (опцион на ещё четыре реактора не был реализован), а не отдельные двухреакторные площадки, как на станциях Колдер «А» и «В», планировка площадки была более компактной. Имеется единый машинный зал, в котором размещены все восемь турбин, мощность которых изначально была рассчитана на 23 МВт, но постепенно была увеличена до 30 МВт, поскольку тепловая мощность реактора была увеличена до номинальной 265 МВт.
Реактор 1 имел ту же конструкцию активной зоны, что и Колдер-Холл (т. е. без кожуха), но топливные каналы реакторов 2, 3 и 4 были снабжены графитовыми рукавами, что позволяло объёмному замедлителю работать на 80 °C выше, для ограничения последствий повреждения графита в процессе эксплуатации из-за облучения. Два реактора использовались для производства трития для ядерного оружия Великобритании, и им требовалось топливо из обогащённого урана, чтобы компенсировать эффект поглощения нейтронов литиевым материалом мишени.

## Планировка и оборудование

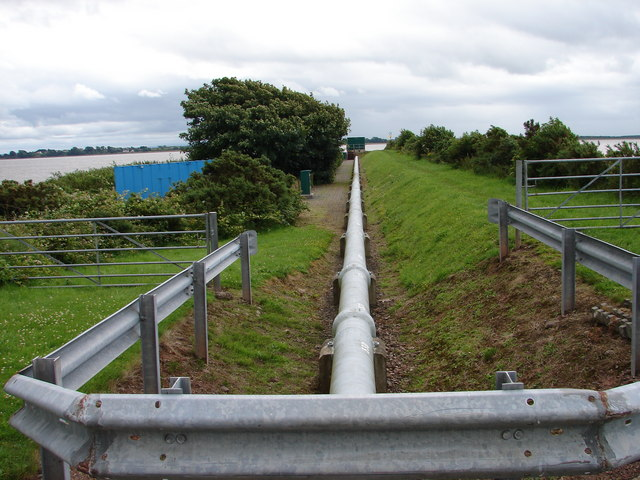
Трубопровод сброса сточных вод приближается к побережью Солуэя к югу от Аннана.

Южная часть площадки состоит из модульного административного здания, четырёх реакторных корпусов, машинного зала, ремонтных мастерских, складов, здания пруда-охладителя твэлов, установки по переработке трития (CXPP) и нового цеха обращения с баллонами (FHB). Часть площадки, называемая северной площадкой, состоит из устаревших зданий, включая авиационные ангары, лабораторию по обращению с графитом и большое здание, в котором первоначально размещалось около 10 000 бочек с жёлтым обеднённым триоксидом урана, полученным в результате переработки в атомном комплексе Селлафилд. В середине 2010-х NDA вывезло и отправило все бочки с обеднённым ураном из Чапелкросса в Селлафилд.
Жидкие стоки удаляются по трубопроводу длиной 5 км (3,1 мили) в Солуэй-Ферт. Все сбросы в окружающую среду регулируются ежегодным разрешением на сброс, которое выдаётся Шотландским агентством по охране окружающей среды (SEPA).

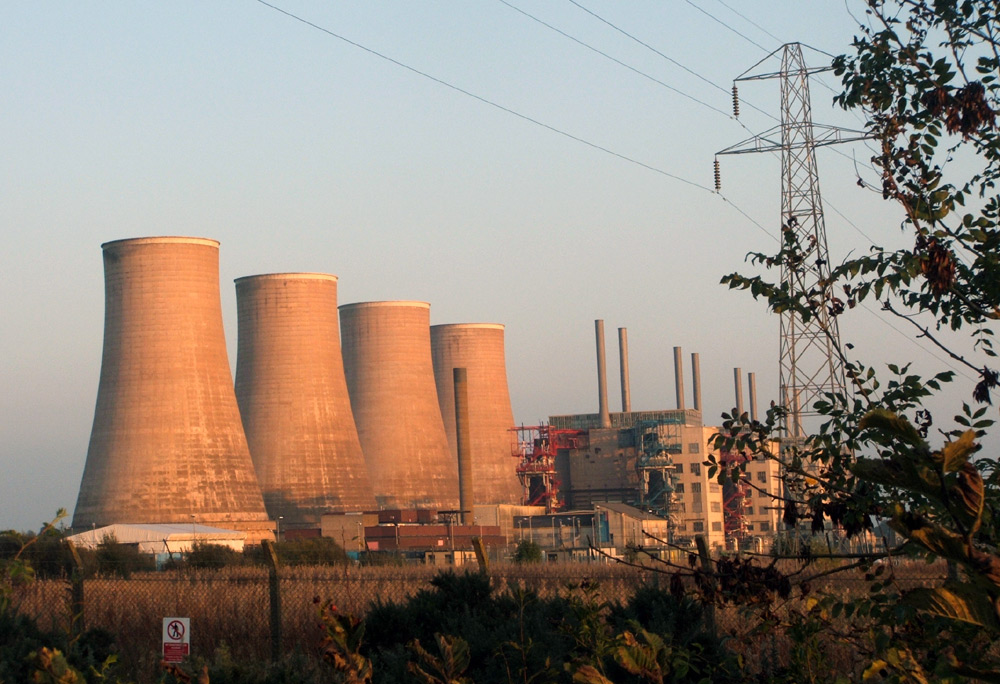
АЭС Чапелкросс в 2006 году

Чапелкросс производила тритий для систем стратегического ядерного оружия Polaris и Trident примерно с 1980 по 2005 год. Это достигалось путём нейтронной бомбардировки материала литиевой мишени с газообразным тритием, извлечённым на перерабатывающем заводе Чапелкросс. Этот объект находился в ведении BNFL от имени Министерства обороны. Материал доставлялся в Центр атомного оружия в Олдермастоне с помощью охраняемых дорожных конвоев.

## Опыт эксплуатации и инциденты

### Одноканальный расплав оболочки топлива (май 1967)
Топливо в единственном канале в реакторе 2, который был загружен топливными элементами, тестируемыми для программы коммерческого реактора, частично засорилось из-за наличия обломков графита (см. Отказ топливного элемента). Топливо перегрелось, и оболочка Magnox вышла из строя, что привело к отложению загрязнений в одной области активной зоны. Реактор был перезапущен в 1969 году после успешных операций по очистке и стал последним реактором, прекратившим работу в феврале 2004 года.

### Авария со смертельным исходом (ок. 1978)
В 1978 году BNFL была оштрафована на 200 фунтов стерлингов за аварию со смертельным исходом в Чапелкроссе.

### Дефект корпуса котла (июнь 1997)
Трещины, связанные с кронштейнами в теплообменнике 6 на реакторе 2, были обнаружены во время планового ультразвукового контроля. Металлургическое исследование образцов дефекта показало, что:
- Он возник во время изготовления в мастерской и перед испытанием избыточным давлением, в 2,35 раза превышающим расчётное давление (нагрузка, значительно превышающая требования современного кода сосуда высокого давления).
- Признаков роста усталостной трещины в процессе эксплуатации не наблюдалось.
- Материал, в котором находилась трещина, отличался от указанного в проекте. Аналогичный материал был обнаружен и в других теплообменниках, при комплексных проверках не было выявлено дополнительных трещин, имеющих конструктивное значение. NII посчитал, что материал соответствует требованиям безопасности теплообменника[9][10].

### Облучение рабочих облучённым топливным элементом (первый квартал 2001)
Во время операций по перегрузке реактора № 2 облучённый твэл не высвободился из захвата, который удерживает элемент при его извлечении из реактора. Для освобождения грейфера использовались обычные методы. Однако облучённый топливный элемент зацепился во время работы и был поднят из-под защиты, в результате чего операторы на оголовке сваи подверглись интенсивному излучению, испускаемому облучённым топливным элементом. Персонал среагировал быстро, и полученная радиологическая доза была небольшой.
Событие выявило недостатки в безопасности операции по заправке, и лицензиат предпринял немедленные шаги по остановке всех заправок на время расследования события и проверки безопасности оборудования. NII расследовал это событие и пришёл к выводу, что оно произошло из-за ненадлежащей конструкции и эксплуатации оборудования.
Инциденту был присвоен уровень 1 (аномалия) по Международной шкале ядерных событий.

### Утечка триоксида обеднённого урана Magnox (июль 2001)
Небольшое количество обеднённого урана Magnox (MDU) просочилось из некоторых корродированных бочек из мягкой стали из-за попадания дождевой воды и выщелачивания. MDU представляет собой плотный жёлтый порошок, который менее токсичен с радиологической точки зрения, чем встречающийся в природе уран, но хемотоксичен так же, как свинец. Благодаря высокой плотности и низкой растворимости он не имеет склонности к далёкому рассеиванию, а сухие разливы легко удаляются. Этот материал хранился на более крупных площадках, в том числе в Кейпенхерсте, в бочках из мягкой стали. BNFL модернизировала материал здания, а оригинальные бочки были перепакованы в бочки из нержавеющей стали и отправлены в Кейпенхерст для длительного хранения.

### Сброшенная корзина с облучёнными твэлами (июль 2001)
Во время обычных работ по выгрузке топлива из реактора 3 корзина, содержащая 24 маломощных облучённых топливных элемента Magnox, упала с высоты внутри разгрузочной машины на дверцу в верхней части топливного колодца. Проверка с помощью дистанционной телекамеры показала, что двенадцать элементов упали чуть более чем на 80 футов (24 м) вниз по сливному колодцу в наполненную водой транспортную флягу на дне. NII инициировал расследование, потому что сброс облучённых топливных элементов является серьёзной проблемой, даже когда, как в этом случае, BNFL сообщила НИИ, что выброса радиоактивной активности не было.

### Движение поддона заряда относительно активной зоны (сентябрь 2001)
Из-за известной усадки графитовых кирпичей-замедлителей в активной зоне из-за воздействия облучения в процессе эксплуатации некоторые стальные поддоны от загрузки на них сместились из своего проектного положения в промежуточном канале и были подвешены к устройству обнаружения лопнувших банок трубопровода. Это было наиболее распространено в реакторе 1 из-за другой конструкции активной зоны по сравнению с реакторами 2, 3 и 4. BNFL не смогла обосновать адекватную безопасность или провести экономичный ремонт, и поэтому реактор 1 не вернулся к работе после ежегодного отключения в августе 2001 года. Активная зона реактора № 4 была отремонтирована, но после ремонта этот реактор не вернулся к работе.

## Временное хранилище
Временное хранилище для хранения радиоактивных отходов среднего уровня активности из АЭС Чапелкросс было введено в эксплуатацию в 2021 году. В 2014 году началось строительство объекта размером 57 на 23 метра (187 на 75 футов), который может хранить 700 упаковок отходов в течение 120 лет.